# داني باريرا
داني باريرا (بالإنجليزية: Danny Barrera)‏ (8 يناير 1990 في كولومبيا - ) هو لاعب كرة قدم أمريكي في مركز الوسط. شارك مع منتخب الولايات المتحدة تحت 17 سنة لكرة القدم ومنتخب الولايات المتحدة تحت 18 سنة لكرة القدم. أما مع النوادي، فقد لعب مع سبارتاك سوبتيتسا ونادي شمال كارولاينا وسان أنتونيو سكوربيونز وVentura County Fusion ‏ وCal FC ‏ ونادي ساكارامينتو ريببلك وأتلانتا سيلفرباكس.

## وصلات خارجية
- داني باريرا على موقع قاعدة بيانات كرة القدم.إي يو (الإنجليزية)
- داني باريرا على موقع Soccerway.com (الإنجليزية)